# Коокуней
Коокуней, Коокунай — горный массив на севере Дальнего Востока России юго-западнее Чаунской низменности, на территории Билибинского района Чукотского автономного округа.
В северной части гор Коокуней на водоразделе р. Эргувеем и р. Милькера находится гора Белая. Юго-восточнее гор Коокуней, в северной части Анюйского нагорья, находится гора Медведь. Южнее — Скальная гора. В центральной части гор Коокунай — гора Баранья. На северо-востоке Анюйского нагорья, северо-западнее гор Коокунай находится гора Волчья.